# Joseph-Denis Odevaere

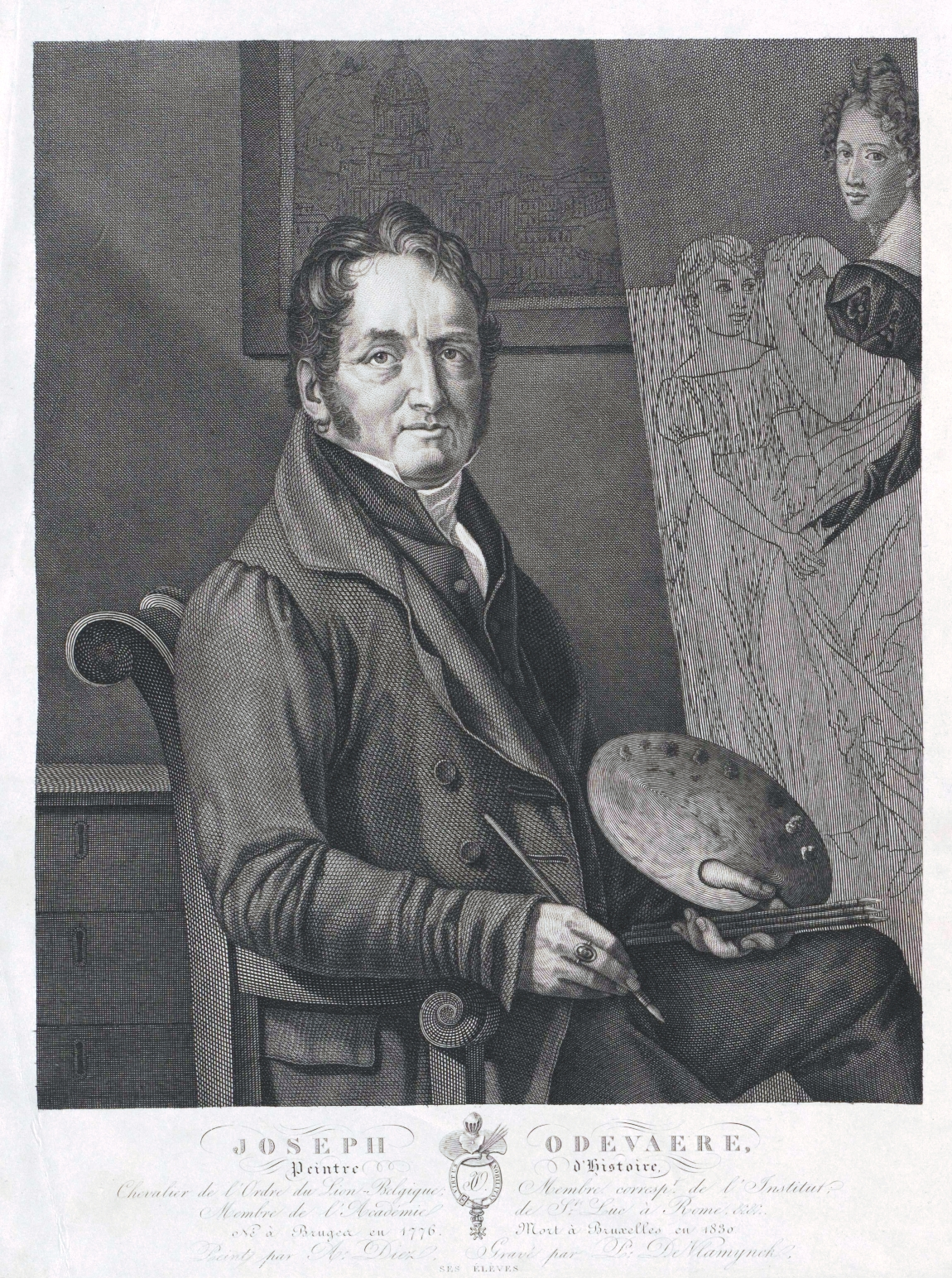
Joseph Odevaere

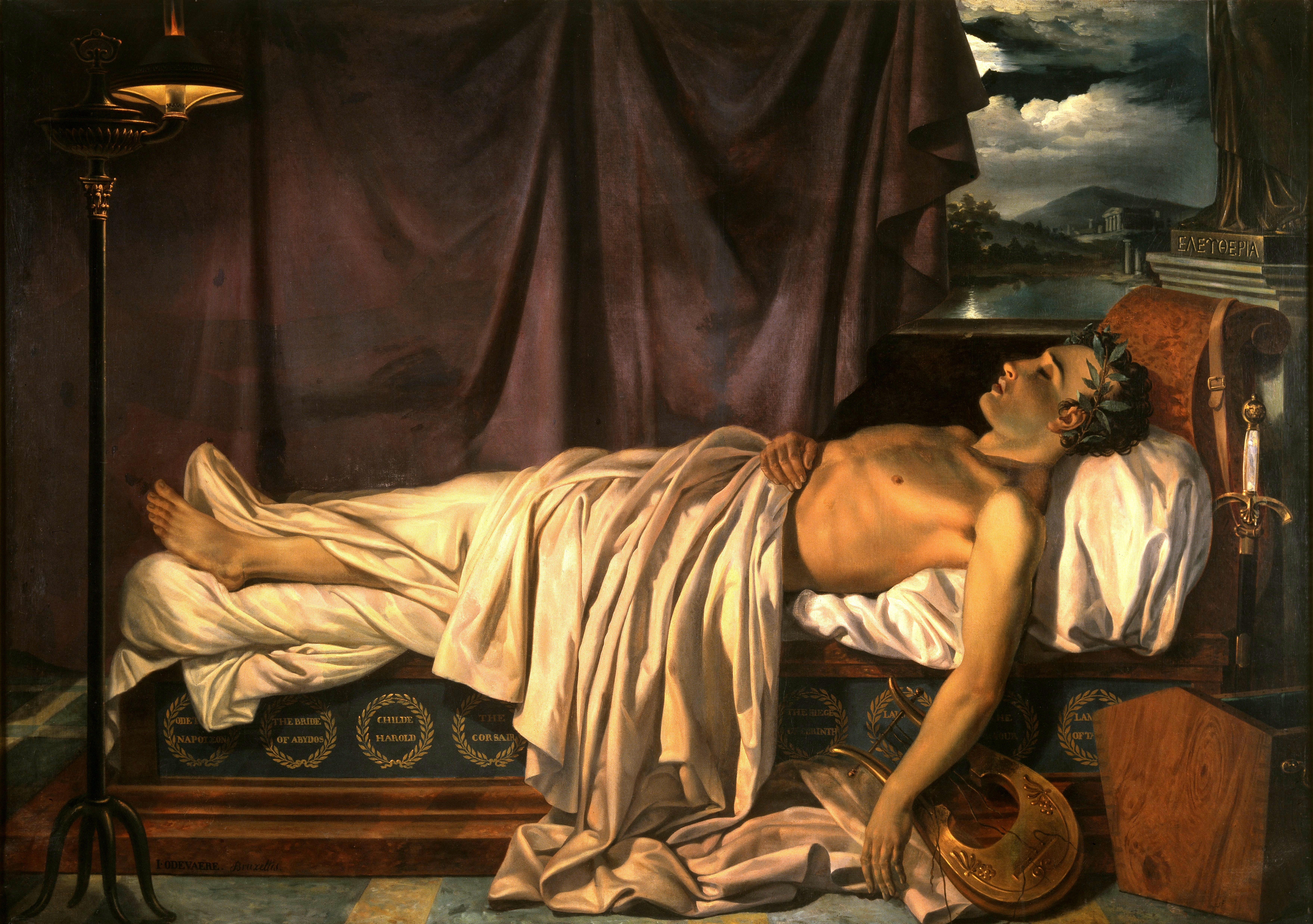
Byrons Sterbebett, Groeningemuseum, Brügge.

Joseph-Denis Odevaere (auch Joseph-Dionysius Odevaere oder Joseph Désiré Odevaere) (* 2. Dezember 1775 oder 2. Oktober 1778 in Brügge; † 26. Februar 1830 in Brüssel) war ein flämischer Historien- und Porträtmaler sowie Lithograf.

## Leben
Er erlernte die Malerei an der Akademie seiner Heimatstadt. Nachdem er 1796 des Preis der Akademie erhalten hatte, wurde er Schüler von Joseph-Benoît Suvée in Paris und 1801 von Jacques-Louis David. Mit dem „Tod des Phokion“ gewann er 1804 den Prix de Rome im Bereich Malerei. Nach kurzem Aufenthalt in Brügge reiste er weiter nach Rom, wo er 1805–1812 verweilte. Er wurde Mitglied der dortigen Accademia di San Luca. 1813, wieder Paris, erhielt er die große goldene Krönungsmedaille von Napoléon Bonaparte persönlich überreicht. 1814 wurde er Hofmaler des niederländischen Königs Wilhelm I.
1815 reiste er im Auftrag des Königs nach Paris, um die aus Belgien entführten Kunstwerke zu beanspruchen. Er machte seine Aufgabe gut und wurde zum Ritter des belgischen Löwenordens ernannt. Außerdem war er korrespondierendes Mitglied des niederländischen Instituts und Mitglied der Akademie von S. Luca in Rom.
Er war mit Marie-Colette Bosschaerts verheiratet und hatte  eine Tochter Julie-Colette Odevaere (* 5. November 1805; † 25. September 1845), die den Maler Victor Mottez (1809–1897) heiratete.

## Werke
- Triumphzug des Kaisers Trajan, 1812 (78,7 × 116,2 cm; Brügge, Groeningemuseum, Inv. Nr. 1974.GRO0023.l)
- Porträt des Filips Jacob Van Houtte, 1813 (79,7 × 62,5 cm; Brügge, Groeningemuseum, Inv. Nr. 0000.GRO0102.l)
- Porträt eines Mannes mit seiner Tochter und Jagdhund, 1814 (177 × 130,5 cm; Brügge, Groeningemuseum, Inv. Nr. 1995.GRO0041.l)
- Selbstporträt, 1817 (7 × 6 cm; Brügge, Groeningemuseum, Inv. Nr. 0000.GRO0101.l)
- Porträt der Maria Jozefa Pavot, 1819 (80 × 63,1 cm; Brügge, Groeningemuseum, Inv. Nr. 0000.GRO0103.l)
- Porträt der Sylvie de la Rue, 1820 (179 × 113 cm; Brügge, Groeningemuseum, Inv. Nr. 0000.GRO0105.l)
- Narziss, 1820 (172 × 109,5 cm; Brügge, Groeningemuseum, Inv. Nr. 2015.GRO0003.l)
- Lord Byron auf dem Sterbebett, 1826 (166 × 234,5 cm; Brügge, Groeningemuseum, Inv. Nr. 0000.GRO0350.l)